# Rejectaria palindia
Rejectaria palindia är en fjärilsart som beskrevs av Felder 1874. Rejectaria palindia ingår i släktet Rejectaria och familjen nattflyn. Inga underarter finns listade.